# Jasmine You
Kageyama Yuuichi (影山勇一 Yuuichi Kageyama?), (Prefectura de Aichi, Japón, 8 de marzo de 1979 - Tokio, Japón, 9 de agosto de 2009), más conocido por su nombre artístico Jasmine You (茉莉花 勇 Jasumin Yū?), fue un reconocido bajista dentro de la escena Visual kei. 

## Historia
De su infancia y juventud poco se sabe, le apasionaban los autos, los deportes motorizados y el espectáculo, era fanático de bandas, vestuario y automóviles europeos y americanos, se hizo conocido por su femineidad y belleza, la que adoptó en todas sus formas, admirando no solo las bellezas naturales como paisajes y flores, sino también cosas materiales como la moda, automóviles y accesorios del hogar. Sus amigos y admiradores lo describen como alguien que siempre estaba sonriendo, un amigo sensible que pensaba siempre en los demás antes de sí mismo, y fue su vigor el que le abrió el camino al éxito que conquistó en su carrera musical.

## Carrera musical

### 1998—2003: inicios en el Visual kei
Sus inicios datan desde 1998, cuando pasó a formar parte de Jakura, una banda indie basada en la ciudad de Nagoya perteneciente al sello Marder Suitcase con gran éxito en la década de 1990, y aunque la banda tuvo varios cambios en su formación, realizó más de diez lanzamientos y participó en varias recopilaciones.
No era difícil distinguirlo entre otros músicos dentro de la escena Visual kei, con sus trajes elaborados, peinados voluminosos y accesorios decorados y diseñados por el mismo, siempre demostrando que la belleza y la moda pueden romper las barreras que dividen a los géneros.
Tras la disolución de Jakura en 2003 no se unió a ninguna otra banda, pero participó en algunos grupos de sesión hasta mudarse a Tokio.

### 2006: Hizaki grace project
En 2006 el guitarrista Hizaki lo invita a participar en su proyecto solitario Hizaki grace project, durante el año siguiente realizó presentaciones en vivo y participó en la grabación de tres de sus lanzamientos.

### 2007—2009: Node of Scherzo y Versailles
En marzo de 2007 se reveló que sería parte de la banda Versailles formada por Kamijo y Hizaki, el guitarrista Teru y el baterista Yuki. El concepto de la banda era «the absolute youshikibi sound and extremes of aestheticism» («La absoluta forma de la belleza, el sonido y el extremo esteticismo»), al que se ajustó perfectamente.
En paralelo, participó en Node of Scherzo, junto con Kamijo, Hizaki, Kaya y Juka, un espectáculo músico-teatral con la temática de una batalla entre la luz y la oscuridad.
Cuando comenzaron las presentaciones de Versailles, animaba el show haciendo trucos de magia e ilusiones. Por aquel entonces, era quien se encargaba del lado comercial de la banda, haciendo contactos con otros músicos, tiendas y compañías. Durante 2008 la banda ya estaba viajando por el extranjero, los sueños de éxito de Jasmine con su banda se habían cumplido. En un año, la banda viajó a Europa, Estados Unidos y volvió a Japón, revelando en diciembre que habían sido reconocidos por un sello importante, y pasarían a convertirse en banda major.
Durante su último año de vida trabajó muy cerca de sus compañeros durante las grabaciones y giras, participó en la grabación del sencillo más exitoso de la banda: «Ascendead Master» así como en el PV y la película que realizaron para acompañar el lanzamiento.
El 2 de agosto se anunció que tomaría un descanso en las actividades del grupo por motivos de salud física. El día siguiente la banda realizó su primera presentación como banda major en el Scuber Dive festival, pero se presentaron sin el bajista.
Falleció el 9 de agosto por motivos que no fueron revelados, y el día siguiente se anunció su muerte en un comunicado publicado en la página oficial. Según su familia y cercanos, su condición era tan mala durante sus últimos días que ni siquiera podía moverse y debía estar bajo cuidado médico en su casa.
Sus funerales se realizaron en Tokio, junto con sus amigos y compañeros de la banda, para luego ser llevado por su familia a su ciudad natal en la Prefectura de Aichi. Su cremación se realizó el 12 de agosto en la ciudad de Nagoya.
Su familia publicó dos mensajes conmemorativos, al igual que cada uno de los miembros de Versailles.
El 22 de agosto seguidores norteamericanos programaron una vigilia por el bajista en la ciudad de Seattle que comenzó en el Kinokuniya Bookstore para después trasladarse al Kobe Terrace Park, donde se presentaron con rosas y fotos de Jasmine.